# Alfredo Salazar
Alfredo Salazar García (né le 17 mars 1922 à Mexico et mort le 7 mai 2006 à Mexico) est réalisateur et scénariste de cinéma mexicain. Son frère Abel Salazar était également cinéaste

## Filmographie

### Comme réalisateur
- 1965 : El Charro de las Calaveras
- 1971 : Juventud desnuda
- 1972 : Bikinis y rock
- 1974 : Peor que los buitres
- 1976 : La Virgen de Guadalupe
- 1979 : Una Rata en la oscuridad
- 1979 : Lo Blanco, lo rojo y lo negro
- 1980 : Te solte la rienda
- 1984 : No vale nada la vida

### Comme scénariste
| - 1948 : Tía Candela - 1949 : El Pecado de Laura - 1950 : Donde nacen los pobres - 1950 : Mala hembra - 1951 : Menores de edad - 1951 : Una Viuda sin sostén - 1953 : El Fantasma se enamora - 1954 : La Bruja - 1956 : Lola Torbellino - 1956 : Serenata en México - 1956 : Ultraje al amor - 1957 : La Maldición de la momia azteca - 1957 : La Momia azteca - 1957 : Los Chiflados del rock and roll - 1957 : Los Tres bohemios - 1958 : Bolero inmortal - 1958 : Le Retour du vampire (El ataúd del vampiro) de Fernando Méndez - 1958 : El Hombre que logró ser invisible - 1958 : La Momia azteca contra el robot humano - 1958 : Mujeres encantadoras - 1958 : Socios para la aventura - 1959 : El Hombre y el monstruo - 1959 : Ferias de México - 1959 : Los Hermanos Diablo - 1960 : El Renegado blanco - 1960 : La Ley de las pistolas - 1960 : Pistolas invencibles - 1960 : Venganza Apache - 1961 : De hombre a hombre - 1961 : El Mundo de los vampiros - 1961 : Muñecos infernales - 1962 : A ritmo de twist | - 1962 : Frankestein: El vampiro y compania - 1962 : Los Pistoleros - 1963 : Barridos y regados - 1963 : El Terror de la frontera - 1963 : Las Luchadoras contra el médico asesino - 1964 : Attack of the Mayan Mummy - 1964 : El Revólver sangriento - 1964 : Face of the Screaming Werewolf - 1964 : La Vengeance de la momie (Las luchadoras contra la momia) - 1965 : Cucurrucucú Paloma - 1965 : El Charro de las Calaveras - 1965 : Pistoleros del oeste - 1966 : Duelo de pistoleros - 1967 : La Isla de los dinosaurios - 1967 : Las Mujeres panteras - 1968 : Bajo el imperio del hampa - 1968 : La Mujer murciélago - 1969 : Las Luchadoras contra el robot asesino - 1969 : Santo en El tesoro de Drácula - 1970 : Dos esposas en mi cama - 1971 : Juventud desnuda - 1971 : Santo en la venganza de la momia - 1972 : Bikinis y rock - 1973 : 'Santo' contra los secuestradores - 1973 : Santo y Blue Demon contra Drácula y el Hombre Lobo - 1974 : Peor que los buitres - 1974 : Santo y Blue Demon contra el doctor Frankenstein - 1975 : Aventuras de un caballo blanco y un niño - 1976 : La Virgen de Guadalupe - 1979 : Lo Blanco, lo rojo y lo negro - 1982 : Los Ojos de un niño |